# Wielkie wojny małych ludzi
Wielkie wojny małych ludzi – trzeci solowy album polskiego rapera Hukosa, którego premiera odbyła się 25 września 2015 roku. Wydawnictwo ukazało się nakładem wytwórni Step Records. Za produkcję i nowoczesne brzmienie odpowiadają m.in. EljotSounds, Poszwixxx, 101 Decybeli, Ka-Meal, Juicy czy BobAir. Wśród gości pojawili się Cira, Kękę i Peerzet. Ponadto swoje wokali dograli Rafał Makarejczuk, Sylwia Dynek, Grizzlee oraz Carrie.
W limitowanej edycji albumu dostępnej tylko w preorderze, do płyty dołączony był blendtape autorstwa DJ-a Fejma pt. Głodni z natury 2.0.

## Lista utworów
| Nr  | Tytuł utworu                                                       | Producent        | Długość |
| --- | ------------------------------------------------------------------ | ---------------- | ------- |
| 1.  | „Intro”                                                            | Maui Wowie       |         |
| 2.  | „Facet z 3 na przedzie” (gości. wokal: Rafał Makarejczuk)          | Stendhal Syndrom |         |
| 3.  | „Odchodzić by powracać”                                            | Poszwixxx        |         |
| 4.  | „Daleko od domu” (gości. wokal: Sylwia Dynek)                      | Eljot            |         |
| 5.  | „Cały twój swag”                                                   | Teka             |         |
| 6.  | „Gdzie jest sens?”                                                 | Ayon             |         |
| 7.  | „Na szczycie na dnie” (gości. wokal: Grizzlee)                     | Eigus            |         |
| 8.  | „Obawa przed potem...”                                             | Juicy            |         |
| 9.  | „Zdradzę Ci sekret”                                                | Ka-Meal          |         |
| 10. | „Chłopcy idą na wojnę” (gości. Kękę, Peerzet, wokal: Sylwia Dynek) | Eljot            |         |
| 11. | „2 kreski” (gości. wokal: Carrie)                                  | 101 Decybeli     |         |
| 12. | „Bunt i kompromis” (gości. Cira)                                   | Eljot            |         |
| 13. | „Żyć jak Himilsbach i Maklak”                                      | Soddy            |         |
| 14. | „Wojny małych ludzi”                                               | Bob Air          |         |
| 15. | „Hymn Przetrwania” (gości. wokal: Rafał Makarejczuk)               | SSZ              |         |
| 16. | „Epitafium dla naszych marzeń” (Outro)                             | Eljot            |         |

| DJ Fejm – Głodni z natury 2.0 (oraz Hukos i Cira) | DJ Fejm – Głodni z natury 2.0 (oraz Hukos i Cira) | DJ Fejm – Głodni z natury 2.0 (oraz Hukos i Cira)                              | DJ Fejm – Głodni z natury 2.0 (oraz Hukos i Cira) |
| Nr                                                | Tytuł utworu                                      | Producent                                                                      | Długość                                           |
| ------------------------------------------------- | ------------------------------------------------- | ------------------------------------------------------------------------------ | ------------------------------------------------- |
| 1.                                                | „Intro DJ Fejm McFly”                             | DJ Fejm                                                                        |                                                   |
| 2.                                                | „Skit radio Białystok Hip Hopera”                 | DJ Fejm                                                                        |                                                   |
| 3.                                                | „Wejście”                                         | DJ Fejm                                                                        |                                                   |
| 4.                                                | „Głodni z natury”                                 | bit: Gramatik – Street Soul                                                    |                                                   |
| 5.                                                | „Skit głodni z natury”                            | bit: Red Cafe – Im Ill                                                         |                                                   |
| 6.                                                | „Hajer”                                           | bit: Devin Cruise ft. Kid Ink – In the Morning                                 |                                                   |
| 7.                                                | „Rozdaję serce”                                   | bit: The Pack – This Shit Slappin'                                             |                                                   |
| 8.                                                | „Skit Classic”                                    | bit: DJ Premier – Classic                                                      |                                                   |
| 9.                                                | „Ulubiony MC”                                     | bit: Juicy – Pete Rock Remix                                                   |                                                   |
| 10.                                               | „Koledzy”                                         | bit: J.Cole – Made Nas Proud                                                   |                                                   |
| 11.                                               | „Trapboy”                                         | bit: Chase & Status Remix – Network                                            |                                                   |
| 12.                                               | „Nie potrzebuję tego gówna”                       | bit: Pusha T – Numbers On the Boards                                           |                                                   |
| 13.                                               | „Skit Bullet In Ya Head”                          | DJ Fejm                                                                        |                                                   |
| 14.                                               | „Skit idziemy bandą”                              | DJ Fejm                                                                        |                                                   |
| 15.                                               | „Idziemy bandą”                                   | bit: The Pack – Vans                                                           |                                                   |
| 16.                                               | „Widzę spływam”                                   | bit: Mally Mall ft. Wiz Khalifa, Tyga – Drop Bands On It                       |                                                   |
| 17.                                               | „Supeł”                                           | bit: Chief Keef – Wanna Bes                                                    |                                                   |
| 18.                                               | „Przeszczep”                                      | bit: Wiz Khalifa – Work Hard, Play Hard & Wiz Khalifa & Fat Joe – My Lifestyle |                                                   |
| 19.                                               | „Czy to miało tak wyglądać”                       | bit: Bun B – In the Hood                                                       |                                                   |
| 20.                                               | „Jeszcze wyżej”                                   | bit: Sid Roams – Fine Wine                                                     |                                                   |
| 21.                                               | „Polska ulewa”                                    | bit: Pusha T ft. Tyler the Creator – Trouble On My Mind                        |                                                   |